# 高惠真
高惠真（?—?），高句丽国的王室贵族。官至南部傉萨。唐朝征讨高句丽，唐太宗在六月围困安市城（今辽宁省海城市）。他和北部傉萨高延寿被宝藏王及盖苏文派去援救安市，他们率领高句丽、靺鞨十五万众。六月廿二，驻跸山之战，高句丽军大败，二万高句丽人被杀。六月廿三，高延寿、高惠真率领三万六千八百人降唐。唐太宗封高延寿为鸿胪卿、高惠真为司农卿。后来，唐太宗久攻安市不下，高延寿、高惠真劝说先攻东方的乌骨城（今辽宁省凤城市）。长孙无忌反对，认为会被安市守军切断回路。唐太宗采纳了长孙无忌的建议。九月，天冷，唐军回师，高延寿在途中忧虑而死。高惠真抵达长安。